# Lázaro Balcindes
Lázaro Balcindes (ur. 8 lutego 1963) – kubański lekkoatleta specjalizujący się w trójskoku. 

## Sukcesy sportowe
| Rok  | Miasto       | Zawody                                            | Konkurencja | Wynik         |
| ---- | ------------ | ------------------------------------------------- | ----------- | ------------- |
| 1982 | Bridgetown   | Mistrzostwa Ameryki Środkowej i Karaibów juniorów | trójskok    | srebrny medal |
| 1982 | Barquisimeto | Mistrzostwa panamerykańskie juniorów              | trójskok    | srebrny medal |
| 1983 | Hawana       | Mistrzostwa Ameryki Środkowej i Karaibów          | trójskok    | srebrny medal |
| 1985 | Paryż        | Światowe igrzyska halowe                          | trójskok    | brązowy medal |
| 1985 | Nassau       | Mistrzostwa Ameryki Środkowej i Karaibów          | trójskok    | srebrny medal |
| 1985 | Canberra     | Puchar świata                                     | trójskok    | 6. miejsce    |

## Rekordy życiowe
- trójskok – 16,96 – Hawana 20/09/1985
- trójskok (hala) – 16,83 – Paryż 18/01/1985